# Rossa Point
Der Rossa Point ist eine Landspitze an der Graham-Küste des Grahamlands auf der Antarktischen Halbinsel. Sie liegt 3 km nordöstlich des Ferin Head im südwestlichen Teil der Welingrad-Halbinsel.
Teilnehmer der British Graham Land Expedition (1934–1937) unter der Leitung des australischen Polarforschers John Rymill kartierten sie. Das UK Antarctic Place-Names Committee benannte sie 1959 nach Anders Pavasson Rossa (1844–1917), neben Pava Lars Nilsson Tuorda (1847–1911) einer von zwei schwedischen Sami, die Adolf Erik Nordenskiöld 1883 auf eine Expedition nach Grönland begleitet und dabei erstmals das Skifahren als geeignete Fortbewegungsart in polaren Regionen unter Beweis gestellt hatten.